# Dani de la Orden
Dani de la Orden, né à Barcelone en 1989, est un réalisateur et scénariste espagnol principalement connu pour avoir réalisé les films Barcelona, noche de verano et sa suite Barcelona, noche de invierno.

## Biographie
Il est diplômé de l'École de cinéma et d'audiovisuel de Catalogne. Avant de se tourner vers le cinéma, il a travaillé pour la société de publicité Garage Film, réalisant plusieurs spots publicitaires.

## Carrière professionnelle
Peu après l'obtention de son diplôme, en 2013, et à l'âge de 22 ans, Dani a réalisé son premier long métrage avec quelques amis, une comédie romantique se déroulant dans la ville de Barcelone : Barcelona, noche de verano. Deux ans plus tard, il sort la suite de son premier film, Barcelona, noche de invierno.
En 2014, il réalise le vidéoclip de "Ja no ens passa", l'une des chansons de l'album Només d'entrar hi ha sempre el dinosaure d'Els Amics de les Arts. La même année, il a également réalisé le clip de la chanson Culpable du chanteur David Bisbal ; et le clip de la chanson On seràs demà ? de l'auteur-compositeur-interprète Joan Dausà.
En 2016, il a réalisé le film El pregón, interprété et produit par Andreu Buenafuente et Berto Romero.
En janvier 2018, le tournage de la série produite par Zeta Audiovisual pour Netflix, Élite, qu'il réalise avec Ramón Salazar, commence. La première de la série, un thriller pour la jeunesse, a eu lieu en octobre 2018.
En juillet 2018, il sort son quatrième long métrage en tant que réalisateur ; El mejor verano de mi vida, un film avec Leo Harlem, Maggie Civantos et Toni Acosta. Le même mois, il sort le clip vidéo de Mirada Perdida, une chanson qui appartient à l'album Pólvora du chanteur madrilène Leiva.
En 2020 sortira Jusqu'à ce que le mariage nous sépare, une comédie avec Belén Cuesta et Álex García.
Le 26 février 2021, le film Loco por ella, avec Álvaro Cervantes et Susana Abaitua, est présenté sur Netflix.
Le film Mamá o papá, avec Paco León et Miren Ibarguren, est sorti le 17 décembre 2021.
En 2024, il réalise le film Casa en flames.

## Filmographie

### Cinéma
- 2013 : Barcelona, noche de verano (Barcelone, nuit d'été)
- 2015 : Barcelona, noche de invierno (Barcelone, nuit d'hiver)
- 2016 : El pregón (La déclaration)
- 2018 : El mejor verano de mi vida (Le meilleur été de ma vie)
- 2019 : Litus
- 2020 : Hasta que la boda nos separe (Jusqu'à ce que le mariage nous sépare)
- 2021 : Loco por ella (Fou d'elle)
- 2021 : Mamá o papá (Maman ou papa)
- 2022 : El test (Le test)
- 2022 : 42 segundos (es) (42 secondes)
- 2024: Casa en flames

### Télévision
- 2018-aujourd'hui : Élite (pour Netflix) ; en tant que réalisateur
- 2019 : BocaNorte (pour Playz) ; en tant que réalisateur

### Courts métrages
- 2009 : Un poema de... ; en tant que réalisateur et scénariste
- 2011 : Luciano ; en tant que réalisateur
- 2013 : Nadador ; en tant que réalisateur et scénariste

### Documentaires
- 2011 : Colom i la Casa Reial Catalana (Colomb et la maison royale catalane) ; en tant que réalisateur et scénariste
- 2014 : Desmuntant Leonardo ; en tant que réalisateur

### Clips vidéo
- 2014 : "Ja no ens passa" ; par Els Amics de les Arts.
- 2014 : "Culpable" ; par David Bisbal.
- 2014 : "On seràs demà ?"; par Joan Dausà.
- 2018 : "Mirada Perdida" ; par Leiva.

## Prix
- Festival de l'L'Alfàs del Pi 2012 : deuxième prix pour Luciano
- Prix Gaudí 2016 : candidat au prix du meilleur réalisateur et du meilleur film en langue catalane pour Barcelona, noche de invierno

## Acteurs et actrices réguliers(ères)
| Nom                | Barcelona, noche de verano | Barcelona, noche de invierno | El pregón | El mejor verano de mi vida | Litus | Jusqu'à ce que le mariage nous sépare | Mamá o papá | Loco por ella |
| ------------------ | -------------------------- | ---------------------------- | --------- | -------------------------- | ----- | ------------------------------------- | ----------- | ------------- |
| Miki Esparbé       |                            |                              |           |                            |       |                                       |             |               |
| Àlex Monner        |                            |                              |           |                            |       |                                       |             |               |
| Bárbara Santa-Cruz |                            |                              |           |                            |       |                                       |             |               |
| Berto Romero       |                            |                              |           |                            |       |                                       |             |               |
| Clara Segura       |                            |                              |           |                            |       |                                       |             |               |
| Alberto San Juan   |                            |                              |           |                            |       |                                       |             |               |
| Belén Cuesta       |                            |                              |           |                            |       |                                       |             |               |
| Leo Harlem         |                            |                              |           |                            |       |                                       |             |               |
| Mariam Hernández   |                            |                              |           |                            |       |                                       |             |               |
| Salva Reina        |                            |                              |           |                            |       |                                       |             |               |
| Gracia Olayo       |                            |                              |           |                            |       |                                       |             |               |
| Antonio Dechent    |                            |                              |           |                            |       |                                       |             |               |
| Jordi Sánchez      |                            |                              |           |                            |       |                                       |             |               |
| Adrián Lastra      |                            |                              |           |                            |       |                                       |             |               |
| Álex García        |                            |                              |           |                            |       |                                       |             |               |
| Miquel Fernández   |                            |                              |           |                            |       |                                       |             |               |